# 徳岡秀雄
徳岡 秀雄（とくおか ひでお、1941年(昭和16年) - ）は、日本の教育学者、浄土真宗僧侶。
京都府生まれ。1964年京都大学教育学部卒業。京都家庭裁判所調査官補、1971年関西大学社会学部講師、助教授、81年教授、94－96年学部長、99年京都大学教育学研究科教授、2002年退職、放送大学客員教授。1987年「「予言の自己成就過程」研究 ラベリング論・再考」で京大教育学博士。中央仏教学院（浄土真宗本願寺派）通信教育課程を卒業。得度修礼・教師教修を経て、2003年から布教使（助教）。

## 著書
- 『社会病理の分析視角 ラベリング論・再考』東京大学出版会、1987 現代社会学叢書
- 『少年司法政策の社会学 アメリカ少年保護変遷史』東京大学出版会、1993
- 『社会病理を考える』世界思想社、1997
- 『宗教教誨と浄土真宗 その歴史と現代への視座』本願寺出版社、2006
- 『縁起する浄土』探究社、2008
- 『少年法の社会史』福村出版、2009
- 『宿業を慶ぶ 行為と業との分斉』探究社、2011

### 共編著
- 『基礎社会学』岡田至雄共編著 福村出版、1986
- 『基礎社会学』増補2版　岩見和彦、岡田至雄共編著 福村出版、1998
- 『教育現象の社会学』竹内洋共編 世界思想社、1995
- 『逸脱行動論』清永賢二共著 放送大学教育振興会、2002

## 参考
- [ISBN　978-4-571-31015-7]